# Semnopithecus hector
Semnopithecus hector is een zoogdier uit de familie van de apen van de Oude Wereld (Cercopithecidae). De wetenschappelijke naam van de soort werd voor het eerst geldig gepubliceerd door Reginald Innes Pocock in 1928.

## Voorkomen
De soort komt voor in Bhutan, India en Nepal.